# Operazioni militari alleate della guerra del Vietnam (1964)
Questa pagina contiene una lista delle operazioni militari condotte nel 1964 durante la guerra del Vietnam dalle forze statunitensi o dai loro alleati.
| Durata                      | Nome                       | Descrizione | Luogo                                                                      |
| --------------------------- | -------------------------- | --- | -------------------------------------------------------------------------- |
| 1964 - 1965                 | Operazione DeSoto I        | Incursione della US Navy e della marina militare sudvietnamita lungo le coste del Vietnam del Nord per provocare le installazioni radar della costa e mappare così le stazioni di rilevamento nemiche | Mar Cinese meridionale                                                     |
| 5 gennaio                   | senza nome                 | Operazione congiunta dell'ARVN (l'esercito sudvietnamita) e dell'USAF volta a circondare un battaglione vietcong | Provincia di Long An                                                       |
| 18 gennaio                  | senza nome                 | 115 elicotteri trasportano 1.100 soldati ARVN nel più imponente assalto aereo condotto fino a questa data | Nord di Biên Hòa                                                           |
| 18 aprile                   | Operazione Lam Son 115     | Operazione dello HMM-364 e dei Ranger del Vietnam del Sud | Valle di A Shau                                                            |
| 27 aprile - 25 maggio       | Operazione Quyet Thang 202 | Assalto aereo condotto dall'ARVN e dallo HMM-364 | 46 km ad ovest di Quảng Ngãi, lungo il confine con la provincia di Kon Tum |
| 4 maggio                    | Operazione Chuong Duong 10 | Operazione dell'ARVN | Provincia di Pleiku                                                        |
| 15 maggio - 1º ottobre      | Operazione Leaping Lena    | Pattugliamento a lungo raggio condotto dall'ARVN insieme a civili irregolari sudvietnamiti e al 5º gruppo forze speciali statunitensi per gettare le basi di una futura creazione di unità congiunte volte a condurre pericolose missioni come richiesto dal MACV e dal comando sudvietnamita. Cambiò nome in progetto DELTA nell'ottobre 1964 | Vietnam del Sud                                                            |
| 19 maggio                   | Operazione Yankee Team     | Ricognizione USAF | Laos                                                                       |
| 24 maggio                   | senza nome                 | Operazione ARVN | Can Giao e provincia di Gia Định                                           |
| 29 maggio                   | Operazione Dan Chi 132     | Operazione ARVN | Chuong Thien                                                               |
| 30 maggio                   | Operazione Chinh Nghia     | Operazione ARVN | 14 km a sud est di Biên Hòa                                                |
| 31 maggio                   | Operazione Quyet Thang 30  | Operazione ARVN | 40 km a nord est di Toumorong, provincia di Kon Tum                        |
| 2 giugno                    | senza nome                 | Operazione ARVN | Nord ovest di Phuoc Vinh, provincia di Tay Ninh                            |
| 16 giugno - 12 luglio       | Operazione Quyet Thang 404 | Operazione ARVN | Provincia di Phu Yen                                                       |
| 17 giugno                   | Operazione 33-64           | Operazione ARVN | Zona speciale di Rung Sat, provincia di Gia Định                           |
| 9 luglio                    | senza nome                 | Operazione ARVN | 13 km a sud est di Thủ Đức                                                 |
| 10 luglio                   | Operazione Chinh Nghia 36  | Operazione ARVN | 6 km a sud di Đức Hòa                                                      |
| 14 - 16 luglio              | Operazione Quang Ngai 16   | Operazione ARVN | 14 km a sud ovest di Sơn Tịnh                                              |
| 23 - 30 luglio              | Operazione Le Loi 9        | Operazione ARVN | 24 km a sud ovest di An Tuc                                                |
| 26 luglio                   | senza nome                 | Operazione ARVN | 46 km ad est di Lac Thien, provincia di Dak Lak                            |
| 2 agosto                    | senza nome                 | Operazione ARVN | 7 km ad ovest di Tuy An, provincia di Phu Yen                              |
| 4 agosto                    | senza nome                 | Operazione ARVN | 17 km a sud est di Gò Công                                                 |
| 5 agosto                    | Operazione Pierce Arrow    | Attacco aereo della US Navy contro torpediniere nordvietnamite in risposta all'incidente del Golfo del Tonchino | Hạ Long, Loc Chao, Quang Khe, Ben Thuy e Vinh                              |
| 11 - 17 agosto              | Operazione Chinh Nghia     | Assalto dell'ARVN ad una base vietcong |                                                                            |
| 12 agosto                   | senza nome                 | Operazione ARVN | 30 km a nord est di Le Trung                                               |
| 13 agosto                   | Operazione Tu Cuong 124    | Operazione ARVN | 5 km ad est di Đức Phổ, provincia di Quang Ngai                            |
| 15 agosto                   | Operazione Dan Chi 54      | Operazione ARVN | Provincia di Thua Thien-Hue                                                |
| 17 agosto                   | Operazione Quyet Thang 606 | Operazione ARVN | 43 km a nord ovest di Cheo Reo                                             |
| 19 - 22 agosto              | Operazione Lien Lu 7       | Operazione ARVN | 11 km a nord di Tay Ninh                                                   |
| 20 - 29 agosto              | Operazione Thang Long 18   | Operazione ARVN | 27 km a nord ovest di Le Trung, provincia di Pleiku                        |
| 27 - 29 agosto              | Operazione Binh Thuan 39   | Operazione ARVN | 11 km a nord di Muong Man, provincia di Binh Thuan                         |
| 1º settembre - metà 1965    | Operazione Hop Tap         | Tentativo dell'ARVN di estendere il controllo alle sei province confinanti con Saigon. All'operazione partecipò la 5ª divisione fanteria sudvietnamita, due reggimenti della 25ª divisione fanteria sudvietnamita e reparti di Marines | province di Gia Định, Bien Hoa, Binh Duong, Hau Nghia, Long An e Phuoc Tuy |
| 1º ottobre - 30 giugno 1970 | Progetto DELTA             | Ricognizione speciale erede dell'operazione Leaping Lena, passata interamente al MACV ed estesa a tutto il Vietnam del Sud | Vietnam del Sud                                                            |
| 17 - 19 ottobre             | Operazione Dan Chi 80      | Operazione ARVN | Provincia di Soc Trang                                                     |
| 18 novembre                 | senza nome                 | Operazione congiunta aeroterrestre condotta dalle forze statunitensi e sudvietnamite in cerca di rifugi vietcong | Province di Binh Duong e Tay Ninh                                          |
| 14 dicembre - 29 marzo 1973 | Operazione Barrel Roll     | Bombardamento statunitense sul Laos supportato dall'esercito del Laos e da alcuni Hmong addestrati dalla CIA | Laos                                                                       |
| 27 - 29 dicembre            | Operazione Dan Chi 100-50  | Operazione ARVN diretta contro i battaglioni vietcong numero 207, 303 e 306 oltre a quello della città di U Minh | 15 km ad est di Sóc Trăng, provincia di Soc Trang                          |